# Anselme de Peellaert
Anselme de Peellaert (Brugge, 23 november 1764 - 14 januari 1817) was een Brugse edelman die een rol speelde tijdens de revoluties op het einde van de achttiende eeuw, alsook onder het keizerrijk.

## Familie
Anselme Marie Jean Ghislain de Peellaert, heer van Westhove en Ten Poele, stamde uit de familie De Peellaert van wie de adelbrieven opklommen tot in 1693, in hoofde van zijn overgrootvader Jean-Charles Peellaert (1662-1727), heer van Steenmaere, afkomstig uit Steenkerke.
Zijn grootvader was Jean Peellaert (1694-1752), getrouwd met Thérèse de Bie.
Zijn vader was Jean-Nicolas de Peellaert (1734-1792), getrouwd met Thérèse Coppieters (1738-1792). Hij was heer van Steldershove, Ten Poele, enzovoorts, erfachtig ridder van het Heilig Roomse Rijk en in 1785 bedacht met de erfelijke titel van baron. Hij was raadslid van Brugge van 1756 tot 1765 en schepen van het Brugse Vrije van 1768 tot 1788. In dat jaar werd hij, in het kader van grondige vernieuwing, vervangen. In 1790, tijdens de Brabantse Omwenteling, werd hij schout van Brugge en het Brugse Vrije, terwijl zoon Anselme schepen van het Brugse Vrije werd. Toen de Oostenrijkers daar terug waren, werden vader en zoon afgedankt. Genoeg reden om ongenoegen aan te wakkeren.

## Levensloop
Anselme de Peellaert begon aan de cursus honorum door zijn (kortstondige) benoeming tot schepen van het Brugse Vrije. Toen hij door de Oostenrijkers werd afgedankt, begon hij zich voor de Franse Revolutie te interesseren en reisde verschillende keren naar Parijs. Hij werd een hevige voorstander van de 'nieuwe ideeën'. Zodra de Franse troepen Brugge hadden bezet, in november 1792 sloot hij zich aan bij de revolutionaire beweging. Hij werd een van de voornaamste activisten van de lokale Jacobijnse Club. Hij speelde een beslissende rol in het verwijderen en verbrijzelen van de stadhuisbeelden, gezien als symbolen van het ancien régime. Nadat de Oostenrijkers voor de laatste maal terug waren en ook nadat de Fransen in juni 1794 definitief de baas werden, bleef De Peellaert eerder discreet en was duidelijk naar de eerder conservatieve kant geëvolueerd.
In april 1797 werd hij lid van het eerste stadsbestuur dat niet door het Franse bestuur was aangesteld, maar door de kiesgerechtigde notabelen was verkozen, met als gevolg dat het tamelijk conservatief werd bemand. Peellaert werd tevens aangesteld tot commissaris van het Directoire bij het stadsbestuur. Enkele maanden later, in november, werden bestuur en commissaris afgezet als reactionair en vervangen door hevige jacobijnen.
Toen de tijd van het Consulaat aanbrak, deed De Peellaert weer helemaal mee. In 1799 werd hij lid van de departementale raad, waarvan hij in 1806 de voorzitter werd. In 1800 werd hij ook voorzitter van het Kiescollege voor het Leiedepartement.
Hij werd commandant en in 1809 kolonel van de plaatselijke Nationale Wacht. In mei 1810, bij het bezoek van Napoleon en Marie-Louise, mocht hij de erewacht aanvoeren en werd hij benoemd tot Officier in het Legioen van Eer. De Peellaert bleef niet onopgemerkt bij de keizer en werd benoemd tot kamerheer (15 augustus 1810). Dit hield in dat hij met zijn gezin naar Parijs verhuisde en dat hem op 27 september 1810 de titel van comte de l'Empire (graaf) te beurt viel.

## Gezin
De Peellaert trouwde in 1788 met Isabelle van Gistel, gravin d'Affaytadi (Brugge 2 april 1770 - Sint-Joost-ten-Node 6 mei 1853), dochter van graaf Eugène van Gistel, erfachtig grootkamerheer van Vlaanderen, en Marie-Jeanne de la Coste. Als gevolg van dit vleiende huwelijk gaf hij zichzelf vaak de naam (vooral tijdens de revolutiejaren) van Peellaert-Ghistelles.
Ze hadden vier kinderen:
- baron Eugène de Peellaert
- Auguste de Peellaert
- Jeanne de Peellaert (1794-1795)
- Hortense de Peellaert (1800-1852) die trouwde met Philippe Veranneman de Watervliet.

## Ondergang
De activiteiten aan het keizerlijk hof betekenden voor Anselme de Peellaert dat hij een levensstijl moest aannemen die eigenlijk ver boven zijn mogelijkheden en zijn stand uitstak. Zoals de meeste andere hovelingen die met hetzelfde probleem geconfronteerd werden, rekende hij er op dat Napoleon vroeg of laat de opgelopen schulden zou uitwissen. Maar toen de tijd hiervoor was aangebroken, verkeerde Napoleon zelf in moeilijkheden en was hij weldra verdwenen.
De Peellaert keerde naar Brugge terug, achterna gezeten door zijn schuldeisers. Ook in Brugge had hij schulden gemaakt. Hij had zijn woning, de Zeventorens in de Hoogstraat met grote kosten omgebouwd tot een klein empirepaleis. Hij had in Sint-Andries de bouw aangevangen van een nieuw kasteel, genaamd Het Forreyst, dat een model van empirearchitectuur moest worden en waarbij De Peellaert hoopte dat hij er ooit de keizer zou mogen ontvangen. Hij had ook vroegere kerkelijke goederen aangekocht, onder meer het uitgestrekte domein van het klooster der conceptionisten in Brugge, gelegen in het Magdalenastraatje en dat van de benedictinessen, de Sint-Godelieveabdij in Gistel. Dit laatste was al in 1815 door gedwongen verkoop in andere handen gekomen.
Anselme hoefde zich niet lang meer te verweren, want begin 1817 overleed hij. Zijn weduwe en kinderen verzaakten aan de deficitaire erfenis en verdwenen uit Brugge.

## Nakomelingen
De vroege dood en de financiële problemen van Anselm de Peellaert maakten dat zijn weduwe en kinderen de adellijke status tijdens de eerste jaren van het Verenigd koninkrijk der Nederlanden niet konden laten doen bevestigen. Zij behoorden dus niet meer tot de adel.
Ze konden niettemin hun maatschappelijke status opnieuw verbeteren. De dochter trouwde met jonkheer Philippe Veranneman de Watervliet. Auguste de Peellaert wist zich op een hem eigen manier te herstellen, zonder de adellijke status aan te vragen. Eugène de Peellaert deed dit wel en verkreeg in 1822 adelserkenning, met een erfelijke baronstitel.
Er zijn nog heel wat nazaten De Peellaert geweest, maar in 1963 is de laatste mannelijke naamdrager gestorven (Maxime de Peellaert) en in 1989 de laatste vrouwelijke naamdrager (Denise de Peellaert). Het belet niet dat er talrijke nazaten van Anselme de Peellaert geweest zijn, of zijn tot op heden, met namen zoals de Maleingreau d'Hembise, Veranneman de Watervliet, Moles le Bailly, Coomans de Brachène, De Pierpont, Otto de Mentock, Ullens de Schooten, Arents de Beerteghem, Joos de ter Beerst, Janssens de Bisthoven, Bonaert, Iweins d'Eeckhoutte, De Kerchove d'Exaerde, Van de Walle, Van der Dussen de Kestergat, De Romrée de Vichenet, De Viron, Everaerts de Velp, Fallon, Van Delft, De Serret, Vergauwen, Piers de Raveschoot, De Negri en andere: een indrukwekkende reeks nakomelingen.